# Saint-Paul-du-Bois
Saint-Paul-du-Bois és un municipi francès situat al departament de Maine i Loira i a la regió de País del Loira. L'any 2007 tenia 561 habitants.

## Demografia

### Població
El 2007 la població de fet de Saint-Paul-du-Bois era de 561 persones. Hi havia 225 famílies de les quals 59 eren unipersonals (24 homes vivint sols i 35 dones vivint soles), 79 parelles sense fills, 75 parelles amb fills i 12 famílies monoparentals amb fills.
La població ha evolucionat segons el següent gràfic:
Habitants censats

### Habitatges
El 2007 hi havia 284 habitatges, 225 eren l'habitatge principal de la família, 36 eren segones residències i 23 estaven desocupats. 269 eren cases i 14 eren apartaments. Dels 225 habitatges principals, 174 estaven ocupats pels seus propietaris, 46 estaven llogats i ocupats pels llogaters i 5 estaven cedits a títol gratuït; 8 tenien dues cambres, 36 en tenien tres, 61 en tenien quatre i 120 en tenien cinc o més. 170 habitatges disposaven pel capbaix d'una plaça de pàrquing. A 115 habitatges hi havia un automòbil i a 89 n'hi havia dos o més.

### Piràmide de població
La piràmide de població per edats i sexe el 2009 era:
| Homes | Edats   | Dones |
| ----- | ------- | ----- |
| 0     | 95 o +  | 0     |
| 0     | 90 a 94 | 0     |
| 0     | 85 a 89 | 12    |
| 0     | 80 a 84 | 4     |
| 16    | 75 a 79 | 12    |
| 16    | 70 a 74 | 36    |
| 20    | 65 a 69 | 16    |
| 8     | 60 a 64 | 16    |
| 12    | 55 a 59 | 4     |
| 12    | 50 a 54 | 16    |
| 16    | 45 a 49 | 8     |
| 24    | 40 a 44 | 24    |
| 12    | 35 a 39 | 4     |
| 24    | 30 a 34 | 12    |
| 28    | 25 a 29 | 20    |
| 32    | 20 a 24 | 24    |
| 28    | 15 a 19 | 12    |
| 24    | 10 a 14 | 16    |
| 8     | 5 a 9   | 12    |
| 8     | 0 a 4   | 16    |

## Economia
El 2007 la població en edat de treballar era de 351 persones, 263 eren actives i 88 eren inactives. De les 263 persones actives 249 estaven ocupades (140 homes i 109 dones) i 14 estaven aturades (6 homes i 8 dones). De les 88 persones inactives 32 estaven jubilades, 33 estaven estudiant i 23 estaven classificades com a «altres inactius».

### Ingressos
El 2009 a Saint-Paul-du-Bois hi havia 244 unitats fiscals que integraven 616,5 persones, la mediana anual d'ingressos fiscals per persona era de 13.960 €.

### Activitats econòmiques
Dels 19 establiments que hi havia el 2007, 1 era d'una empresa extractiva, 1 d'una empresa alimentària, 4 d'empreses de construcció, 5 d'empreses de comerç i reparació d'automòbils, 1 d'una empresa de transport, 2 d'empreses d'hostatgeria i restauració, 1 d'una empresa immobiliària, 2 d'empreses de serveis i 2 d'empreses classificades com a «altres activitats de serveis».
Dels 6 establiments de servei als particulars que hi havia el 2009, 1 era un guixaire pintor, 1 fusteria, 2 electricistes, 1 perruqueria i 1 restaurant.
Dels 3 establiments comercials que hi havia el 2009, 1 era una botiga de menys de 120 m², 1 una fleca i 1 un drogueria.
L'any 2000 a Saint-Paul-du-Bois hi havia 42 explotacions agrícoles que ocupaven un total de 1.708 hectàrees.

## Equipaments sanitaris i escolars
El 2009 hi havia una escola elemental.

## Poblacions més properes
El següent diagrama mostra les poblacions més properes.